# 杖珠院
杖珠院（じょうじゅいん）は、千葉県南房総市にある曹洞宗の寺院。山号は三峰山。本尊は地蔵菩薩。

## 歴史
1444年（文安元年）里見義実の開基により創建されたという。

## 文化財
- 伝里見三代墓石塔